# Hank Marvin
 (janvier 2013).
Si vous disposez d'ouvrages ou d'articles de référence ou si vous connaissez des sites web de qualité traitant du thème abordé ici, merci de compléter l'article en donnant les références utiles à sa vérifiabilité et en les liant à la section « Notes et références ».
Pour les articles homonymes, voir Marvin.
Hank Marvin, né Brian Robson Rankin le 28 octobre 1941 à Newcastle, est un auteur-compositeur et guitariste britannique, leader du groupe de rock The Shadows. Il doit sa reconnaissance à son style particulier, qualifié d'expressif et mélodique. Il est considéré comme l'étalon-or du son de la Fender Stratocaster. 
Il a inspiré des musiciens comme Eric Clapton, David Gilmour, Mike Oldfield, Brian May, Tony Iommi, George Harrison, Mark Knopfler, Neil Young, Steve Howe, Jeff Beck, Pete Townshend, Carlos Santana et, en France, Les Fantômes, Jean-Claude Roboly, le groupe Indochine, Laurent Voulzy, le groupe « Guitar Express » et bien d'autres. Les Shadows sont considérés comme le groupe britannique le plus influent dans le monde avant l'arrivée des Beatles.

## Biographie
Jeune, Hank Marvin jouait du banjo et du piano : c'est pourquoi occasionnellement il joue alternativement de ces instruments lors des enregistrements studio. Il se convertit à la guitare le jour où il entend un morceau de Buddy Holly. À l'âge de 16 ans, il part pour Londres avec son ami Bruce Welch, où ils rencontrent Cliff Richard au Two I's Coffee Bar à Soho, qui les engage pour l'accompagner. Ils commencent alors leur carrière professionnelle.

### Stratocaster
Hank Marvin fut le propriétaire d'une des toutes premières Fender Stratocaster importées au Royaume-Uni.[réf. nécessaire] La Stratocaster, guitare au son brillant et équipée d'un vibrato a largement contribué au son si particulier des Shadows.
À l'origine Cliff Richard, insatisfait du son de la guitare de Hank Marvin, l'invite à en choisir une nouvelle. Amoureux du son de James Burton, guitariste de Ricky Nelson puis plus tard d'Elvis Presley, Cliff Richard et Hank Marvin décident de commander une guitare de la même marque : Fender. Ils ignoraient le modèle exact et demandèrent au luthier américain un catalogue. James Burton jouait sur une Telecaster mais Cliff Richard et Hank Marvin tombèrent sous le charme d'un nouveau modèle baptisé Stratocaster. Bien qu'elle fût alors le modèle le plus cher du catalogue, Cliff Richard la commanda pour Hank Marvin. Cette guitare est actuellement (en 2006) en possession de Bruce Welch.
Il est important de préciser qu'une autre caractéristique essentielle du [son] d'Hank Marvin réside dans l'usage des célèbres amplificateurs anglais "Vox" (Apache fut enregistré avec un AC15) et ensuite AC30 Vox sur scène, complétés par une chambre d'écho, que les Shadows furent parmi les premiers à utiliser[réf. nécessaire]. Cet ampli fut ensuite adopté par les Beatles, Queen et les Rolling Stones occasionnellement, conférant à cette marque une énorme renommée.

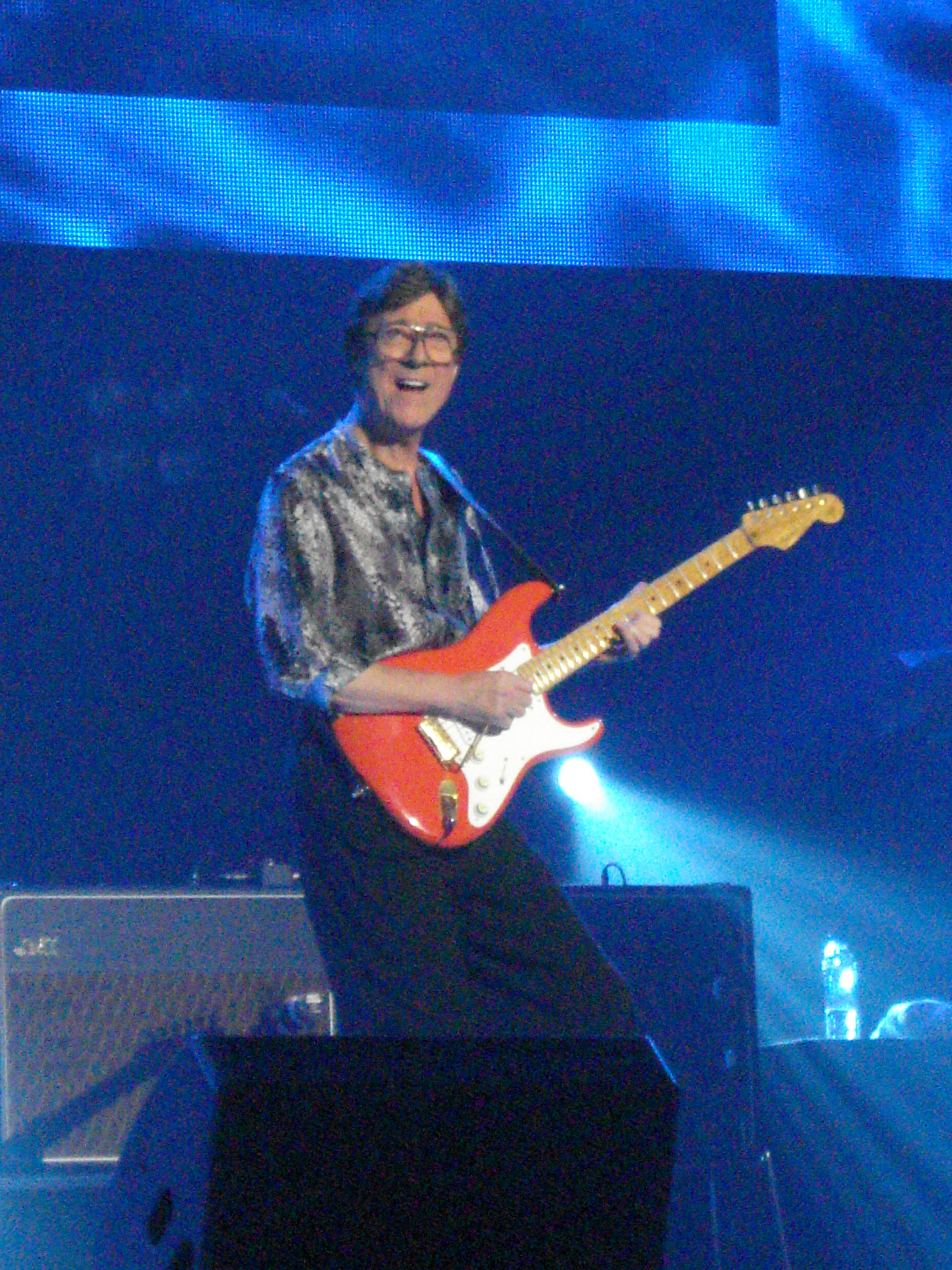
Hank Marvin en concert à Bruxelles en 2009 avec sa guitare fétiche.

### Parcours avec les Shadows
Pionniers du rock européen en 1958, les Shadows accumulent les hits internationaux dès le début de leur carrière, d'abord en compagnie de Cliff Richard, puis en solo. Apache notamment, no 1 dans plusieurs pays d'Europe, bouleverse la musique pop en 1960[réf. nécessaire]. Avec Wonderful Land (no 1 en 1962, le titre le plus vendu en Grande-Bretagne de toute la décennie 1960, plus qu'aucun autre single, y compris des Beatles), ils sont les premiers à mélanger leurs musiques à un orchestre classique dirigé par Norrie Paramor.[réf. nécessaire] Ils enchaînent avec les no 1 Foot Tapper, Kon-Tiki ou Dance On, sont les plus gros vendeurs de disques au monde en 1962/1963[réf. nécessaire] et signent des dizaines de succès dans le monde entier jusqu'à la fin des années 1960. Ils sont encore à ce jour le groupe de loin le plus titré des charts britanniques, et on estime leurs ventes de disques à 520 millions d'exemplaires. Marvin est souvent présenté comme le guitariste européen le plus influent du siècle.[réf. nécessaire]
Ils retrouvent le succès après une brève séparation, avec des ventes considérables et plusieurs no 1 dans les années 1970 en Grande-Bretagne (les albums 20 Golden Greats et String of Hits dépassent chacun le million de disques vendus[réf. nécessaire]), et de nombreux autres albums disque d'or et platine dans les années 1980.
Le groupe se sépare en 1990 après un dernier album classé dans le Top 5, puis se reforme pour un best of (nouveau Top 10 et disque d'or en Grande Bretagne[réf. nécessaire]) et deux tournées en 2004 au Royaume-Uni essentiellement et 2005 en Europe. Ces concerts ont été enregistrés sur un coffret double CD et sur un DVD, The Shadows Final Tour.
Ni Hank Marvin ni The Shadows n'ont, malgré quelques hits, fait une très grande carrière aux États-Unis. Marvin est tout de même cité par Frank Zappa comme ayant exercé très tôt une influence sur son album Mothers of Invention, ainsi que par Jimi Hendrix, Neil Young ou Afrikaa Bambaataa, dans un album duquel on trouve le premier tube des Shadows.

### Solo et autres collaborations
En même temps qu'il jouait avec les Shadows, Hank Marvin commença quelques années après leurs débuts une solide carrière d'artiste solo. Il s'est essayé à différents styles et matériels, rendant quelques-uns de ses disques d'une particulière pureté instrumentale, d'autres uniquement faits de titres chantés (par exemple All Alone With Friends), un avec de la guitare acoustique, et un autre avec un orchestre de guitares (The Hank Marvin Guitar Syndicate). Tous ses albums furent des hits importants en Angleterre.[réf. nécessaire] Hank a enregistré des duos avec Paul McCartney (1979), Brian May (de Queen) et Mark Knopfler (de Dire Straits). Il a joué sur scène le titre London Kid et le final du Quatrième Rendez-vous avec Jean Michel Jarre lors des concerts de ce dernier à Londres les 8 et 9 octobre 1988 et que l’on peut entendre sur le disque Destination Docklands sorti en 1989. On le retrouve également sur 2 titres de l'album solo de Roger Daltrey intitulé One of the boys (Parade et Leon). En mars 2007 sort un duo inédit sur le standard jazzy des Shadows, Nivram, enregistré par Hank Marvin.
Guitar Man, le dernier album de Hank Marvin, est un nouveau Top 10 en Grande-Bretagne, se classant no 6 des charts en juin 2007. Suit une tournée mondiale en 2008/2009, en compagnie de Cliff Richard et des Shadows, écumant les plus grandes salles d'Europe et d'Asie, ainsi qu'un nouvel album disque d'or dans plusieurs pays.
Hank Marvin est le compositeur de nombreux succès dont FBI, Geronimo, Shindig, The Rise and Fall of Flingel Bunt, Nivram, Shadoogie, Foot Tapper (no 1 en 1963) et beaucoup d'autres encore pour les Shadows, et de nombreux tubes pour Cliff Richard comme The Day I Met Marie, I Could Easily Fall in Love with You ou In the Country.
Depuis 1986, Hank Marvin vit à Perth, en Australie occidentale.

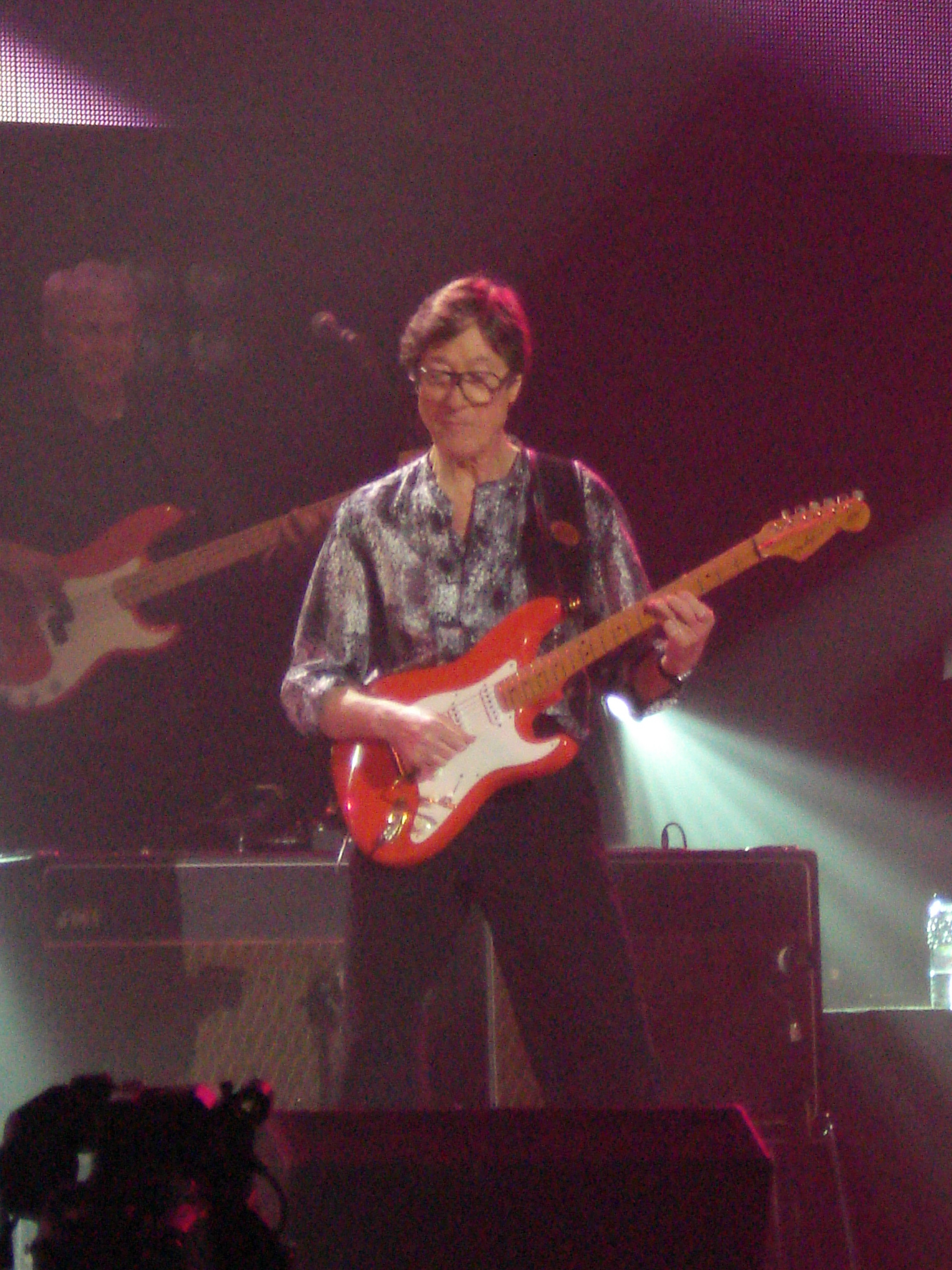
Hank Marvin en concert à Bruxelles en 2009 avec derrière le bassiste Mark Griffit.

## Discographie

### Hank Marvin en solo
- 1969 Hank Marvin
- 1977 The Hank Marvin Guitar Syndicate
- 1982 Words and Music
- 1983 All Alone With Friends
- 1992 Into the Light
- 1993 Heartbeat
- 1994 Would You Believe It (album 1969 reissue + singles)
- 1994 The Best of Hank Marvin and The Shadows (UK #19)
- 1995 Hank Plays Cliff
- 1996 Hank Plays Holly
- 1997 Hank Plays Live
- 1997 Very Best of Hank Marvin and The Shadows - The First 40 Years
- 1997 The Shadows & Hank Marvin Play the Music of Andrew lloyd Webber & Tim Rice
- 2000 At the Movies
- 2003 Guitar Player
- 2005 I'm Absolutely Hank Marvin
- 2007 Guitar Man
- 2008 Stars of Gypsy Swing (2 titres Hank Marvin)
- 2013 Django's Castle (avec Nunzio Mondia et Gary Taylor)
- 2014 Hank
- 2017 Without a Word

### The Shadows
- Moonlight Shadows, 1986.
- The Final Tour, 2005.